# ریور پارک (فلوریدا)
ریور پارک (به انگلیسی: River Park) یک منطقهٔ مسکونی در ایالات متحده آمریکا است که در شهرستان سنت لوسی، فلوریدا واقع شده‌است. ریور پارک ۶٫۵ کیلومتر مربع مساحت و ۵٬۲۲۲ نفر جمعیت دارد.